# آرسنیو لوزاردو
آرسنیو لوزاردو (انگلیسی: Arsenio Luzardo؛ زادهٔ ۳ سپتامبر ۱۹۵۹) بازیکن فوتبال اهل اروگوئه است.
از باشگاه‌هایی که در آن بازی کرده‌است می‌توان به باشگاه فوتبال رکریتیوو اوئلوا، باشگاه فوتبال ناسیونال اروگوئه، و باشگاه فوتبال سئول اشاره کرد.
وی همچنین در تیم‌های ملی فوتبال Uruguay U20 اروگوئه بازی کرده‌است.